# Lutosa azteca
Lutosa azteca är en insektsart som först beskrevs av Henri Saussure och Francois Jules Pictet de la Rive 1897.  Lutosa azteca ingår i släktet Lutosa och familjen Anostostomatidae. Inga underarter finns listade i Catalogue of Life.